# Stade de Baduel
Stade de Baduel – wielofunkcyjny stadion w Kajennie, stolicy Gujany Francuskiej. Jest obecnie używany głównie dla meczów piłki nożnej narodowej reprezentacji. Stadion mieści 7000 osób.